# 密苞山姜
密苞山姜（学名：Alpinia densibracteata）为姜科山姜属下的一个种。分布于中国广东、广西、贵州、云南、江西等地。

## 扩展阅读
- 密苞山姜Alpinia densibracteata T. L. Wu et Senjen[]